# Honey Lemon Soda (film)
Honey Lemon Soda (ハニーレモンソーダ?, Hanī Remon Sōda) è un film del 2021 diretto da Kōji Shintoku, adattamento live action dell'omonimo manga di Mayu Murata.

## Produzione
La sigla iniziale, Hello Hello, è cantata dagli Snow Men, gruppo idol di cui fa parte l'attore protagonista.

## Distribuzione
Il film è uscito esclusivamente in Giappone, il 9 luglio 2021 nelle sale cinema e il 24 novembre 2021 in Blu-Ray e DVD.

## Accoglienza

### Incassi
Nella suo primo fine settimana d'apertura, ha debuttato in quarta posizione al box office giapponese con 236,237,400 yen, e ha incassato un totale di 1,115,5495 ¥.

### Premi
L'attrice Ai Yoshikawa è stata nominata Miglior attrice esordiente al Japan Academy Prize 2021, premio che ha poi vinto.

### Adattamenti
Il romanzo del film, pubblicato da Shūeisha, la stessa casa editrice che pubblica il manga, è stato reso disponibile il 18 giugno 2021.